# سينموز
سينموز هو موقع ويب لبناني للفيديو حسب الطلب لأفلام ومسلسلات عربية في معظمها. أسسه كريم صفي الدين ويقع مقره في بيروت بلبنان. يعرض تشكيلة كبيرة من الأفلام المصرية وبعض الأفلام القصيرة اللبنانية والأفلام الوثائقية والمسلسلات.

## التأسيس
اُطلق سينموز خلال مهرجان دبي السينمائي الدولي 2011.

## المحتوى
يحتوي سينموز على عدة أفلام مصرية سواء كلاسيكية أو حديثة وأفلام وثائقية وأفلام قصيرة لبنانية وأفلام وثائقية ومسلسلات من بينها فريج ووادي الذئاب والبرامج التلفزيونية.

### المسلسلات
- فريج، الموسم الأول والثاني والثالث والرابع
- وادي الذئاب، الموسم الثاني والثالث
- خاتم سليمان، الموسم الأول
- الريان، الموسم الأول
- أهل كايرو، الموسم الأول
- إخوة التراب، الموسم الأول
- سلطان الغرام، الموسم الأول
- زمن البرغوت، الموسم الأول
- الوزير وسعادة حرمه، الموسم الأول
- رصيف الذاكرة، الموسم الأول
- رجل الانقلابات، الموسم الأول
- الأصابع الرهيبة، الموسم الأول
- كلام نسوان، الموسم الأول
- بث بياخة، الموسم الأول والثاني والثالث
- في بيتنا غشنة، الموسم الأول
- ثورية، الموسم الأول
- فوبيا، الموسم الأول

### الأفلام
عديدة من بينها:
- ذيب
- شلاط تونس

### البرامج التلفزيونية
- - فاكر ولا لأ، الموسم الأول والثاني

### مسلسلات الويب
- ممنوع

## وصلات خارجية
- الموقع الرسمي